# Viola Hashe

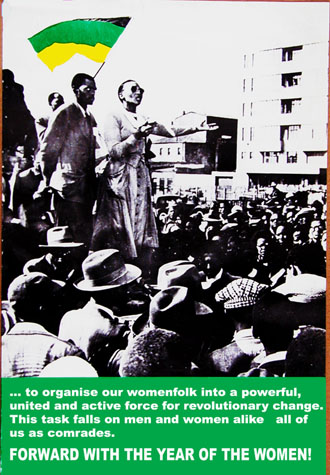
Viola Hashe giải quyết đám đông trên một áp phích được thiết kế bởi Thami Mnyele.

Viola Hashe (1926-1977) là một giáo viên, một nhà hoạt động chống chủ nghĩa phân biệt chủng tộc Apartheid và tham gia công đoàn ở Nam Phi. Hashe cũng bị khiếm thị.

## Tiểu sử
Hashe sinh năm 1926 tại Nhà nước Tự do Orange. Bà bắt đầu làm việc với các tổ chức công đoàn và gia nhập Đại hội Dân tộc Phi (ANC) vào những năm 1950. Bà đã trở thành một thành viên của Đại hội Công đoàn Nam Phi (SACTU) vào giữa những năm 1950. Năm 1956, bà làm việc cho Liên đoàn Công nhân Quần áo Nam Phi (SACWU), nơi bà trở thành lãnh đạo nữ đầu tiên của một liên minh Nam Phi toàn nam. Hashe đã nói chuyện tại hội nghị SACTU ở Durban, nơi bà thảo luận về các chuyến đi cho phụ nữ, vì phụ nữ không được phép giữ vé.
Hashe trở thành người phụ nữ đầu tiên bị đe dọa trục xuất theo Luật Khu vực đô thị năm 1956. Bà đã có lời khuyên của Shulamith Muller, và lệnh trục xuất bà đã bị hủy bỏ "chỉ bảy giờ trước khi lệnh này có hiệu lực." Năm 1963, Hashe bị cấm theo Đạo luật Cộng sản và sau đó "bị hạn chế đối với Roodepoort "cho đến khi bà qua đời vào năm 1977.
Hashe ảnh hưởng đến nhiều người trở thành nhà hoạt động hoặc những người đã làm việc như là nhà hoạt động. Họ bao gồm Bertha Gxowa, Mabel Balfour, và Mary Moodley. Một chi nhánh của Liên đoàn Thanh niên Đại hội Dân tộc Phi được đặt theo tên của Hashe.